# Lo que sucedió con la medusa
Lo que sucedió con la medusa (título original en inglés: The Thing About Jellyfish) es una novela infantil de la escritora estadounidense Ali Benjamin. Es la primera novela de la autora y fue finalista del Premio Nacional del Libro de 2015 en Estados Unidos; y superventas según las listas del New York Times. El libro cuenta la historia de Suzy Swanson, quién desarrolla la teoría de que el ahogamiento de su amiga, experta nadadora, fue causada por una picadura de medusa. Los temas típicos de la adolescencia que trata la novela son capas sucesivas que llevan a los temas centrales como son el enfrentamiento y aceptación de la muerte, y la reflexión sobre el significado de la existencia.

## Argumento
Es un regalo pasar tiempo con la gente que queremos. Aunque sea imperfecto. Aunque ese tiempo no se acabe cuando y como esperamos. Aunque esa persona nos abandone.
Suzy Swanson

La historia sigue a Suzy Swanson, protagonista y narradora, quien está segura de que el verdadero motivo de la muerte de quien fue su amiga, Franny Jackson, fue causada por una picadura de medusa. 
Durante el sexto grado, Franny busca agradar a los demás, comienza a interesarse por los chicos y se une a un círculo social más popular dejando de lado a la a veces introvertida Suzy, que había sido la mejor amiga de Franny desde que se conocieron en una clase de natación cuando ambas tenían cinco años. Aquello causaba la tristeza de Suzy quien no hizo nada para impedir que Franny cambie su personalidad y se alejase de ella, no obstante tenía la esperanza de que algún día su amiga reflexione, pero aquello nunca llega a ocurrir. Después de que las dos tuvieron una pelea, Franny muere trágicamente al verano siguiente antes de que tuvieran la oportunidad de sanar su amistad. Franny nunca logra darse cuenta de lo mezquina que fue con Suzy, y esta tuvo ciertos remordimientos por no haber sido una buena amiga con Franny. Apenada por la muerte de su amiga y por los últimos momentos amargos que compartieron, Suzy se recluye en su mundo interior y decide no volver a hablar. Desoyendo al resto de que debe continuar con su vida y dispuesta a demostrar la verdadera causa del deceso de Franny, Suzy inventa un plan para demostrar que su teoría de la medusa es correcta aunque todo el mundo le dijera que era imposible saber lo que realmente había ocurrido. A través de su investigación intentará hallar la causa científica y lógica de su muerte, dándole cierre y tranquilidad tanto a ella como a la familia de Franny, descubriendo en su camino la capacidad de amar así como la esperanza.

## Recepción crítica
Publishers Weekly le dio a la novela una reseña destacada, calificándola de «un brillante ejemplo de los altibajos de la adolescencia temprana, así como un testimonio de la grandeza del mundo natural». 
Jacqueline Kelly de The New York Times escribió que la historia era «sincera y fascinante» y creía que «muchos niños [...] podrían no solo beneficiarse de este libro, sino que también [se] sentirían profundamente conmovidos por él».
Lo que sucedió con la medusa fue finalista del Premio Nacional del Libro en 2015, y fue nombrada el mismo año como uno de los mejores libros por School Library Journal.

## Adaptación cinematográfica
Reese Witherspoon anunció en octubre de 2015 en su cuenta de Instagram que su compañía, Pacific Standard Films, crearía una película basada en la novela. En enero de 2017, OddLot Entertainment adquirió los derechos. Gigi Pritzker, Bruna Papandrea y Witherspoon son la productoras del proyecto. En 2019, se anunció que la película será dirigida por Wanuri Kahiu, con Millie Bobby Brown como protagonista en el papel de Suzy Swanson.